# Arquidiocese de Siena-Colle di Val d'Elsa-Montalcino
A Arquidiocese de Siena-Colle di Val d'Elsa-Montalcino (em latim: Archidioecesis Senensis-Collensis-Ilcinensis) é uma circunscrição eclesiástica da Igreja Católica Romana na cidade italiana de Siena, pertencente a região eclesiástica da Toscana. Foi criada ainda no século IV e elevada a condição de arquidiocese em 1986 pelo Papa João Paulo II.

## Cronologia dos arcebispos do século XX
| #                   | Nome                             | Período    | Notas                                        |
| Arcebispos          | Arcebispos                       | Arcebispos | Arcebispos                                   |
| ------------------- | -------------------------------- | ---------- | -------------------------------------------- |
|                     | Augusto Paolo Lojudice           | 2019-atual |                                              |
|                     | Antonio Buoncristiani            | 2001-2019  |                                              |
|                     | Gaetano Bonicelli                | 1989-2001  |                                              |
|                     | Mario Jsmaele Castellano, O.P. † | 1961-1989  |                                              |
|                     | Mario Toccabelli †               | 1935-1961  |                                              |
|                     | Gustavo Matteoni †               | 1932-1934  |                                              |
|                     | Prospero Scaccia †               | 1909-1932  |                                              |
|                     | Paolo Maria Barone †             | 1908-1909  |                                              |
|                     | Benedetto Tommasi †              | 1892-1908  |                                              |
| Arcebispo-coadjutor |                                  |            |                                              |
|                     | Gustavo Matteoni †               | 1932       |                                              |
| Bispos auxiliares   |                                  |            |                                              |
|                     | Fernando Charrier                | 1985-1989  | Nomeado Bispo de Alessandria                 |
|                     | Alessandro Staccioli, O.M.I.     | 1975-1990  |                                              |
|                     | Alberto Giglioli                 | 1970-1975  | Nomeado Bispo de Montepulciano-Chiusi-Pienza |
|                     | Renato Spallanzani               | 1970-1975  | Nomeado Bispo de Palestrina                  |
|                     | Angelo Fausto Vallainc           | 1970-1975  | Nomeado Bispo de Alba                        |
|                     | Enrico Petrilli                  | 1963-1968  |                                              |